# Israel Weapon Industries
Israel Weapon Industries (ивр. תעשיות נשק לישראל‎) — израильская частная компания, специализирующаяся на разработке, производстве и продаже вооружения. Компания образовалась в 2005 году после приватизации завода «Маген», принадлежавшего государственному военному концерну Israel Military Industries («Военная промышленность»). Завод был продан государством частному предпринимателю Сами Кацаву в феврале 2005 года.

## Потребители
Основными потребителями продукции являются израильские спецслужбы и Армия Обороны Израиля.

## Продукция

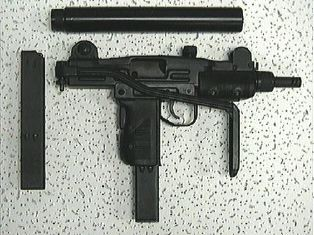
Пистолет-пулемёт Mini-UZI

Широко известны следующие образцы вооружения, выпускаемые компанией:
- Uzi — семейство пистолетов-пулемётов,
- Galil ACE — автомат,
- TAR-21 — автомат,
- Negev — лёгкий ручной пулемёт,
- Jericho-941 — самозарядный пистолет,
- SP-21 Barak — пистолет,
- Desert Eagle — самозарядный пистолет большого калибра,
- MAPATS — ПТУР,
- IWI Masada — семейство пистолетов.

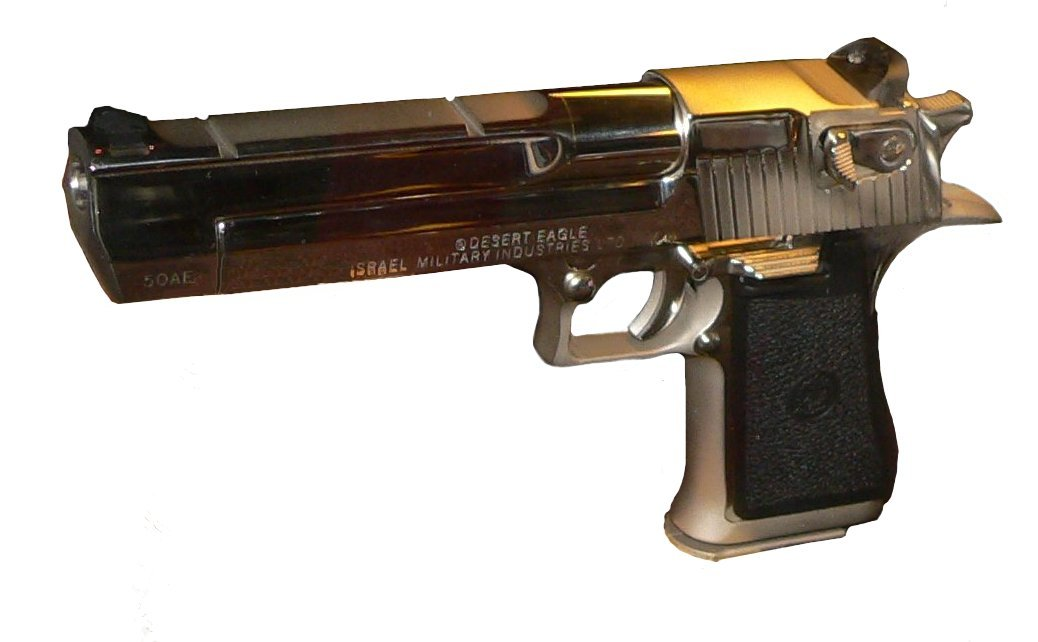
Desert Eagle
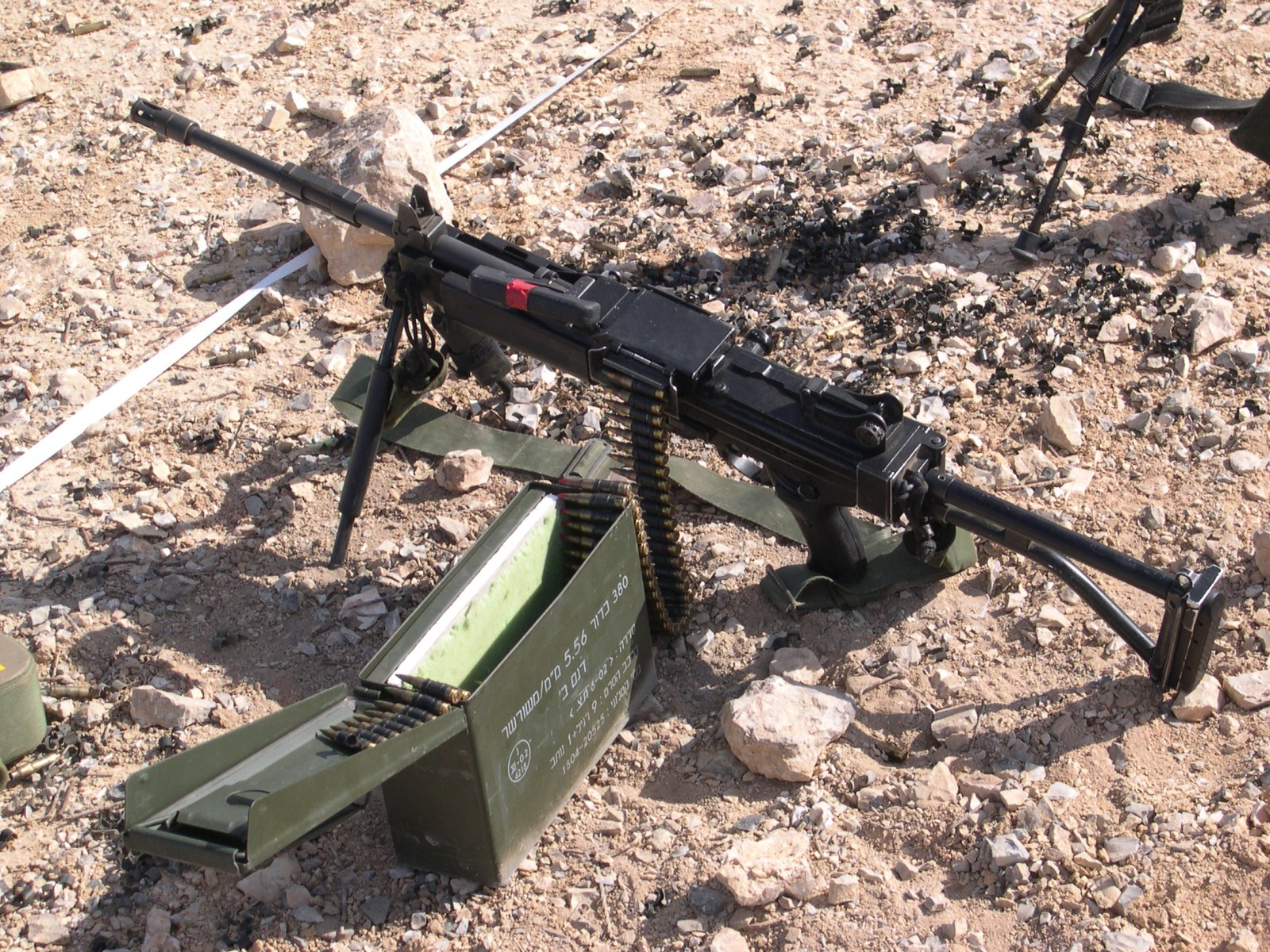
Negev
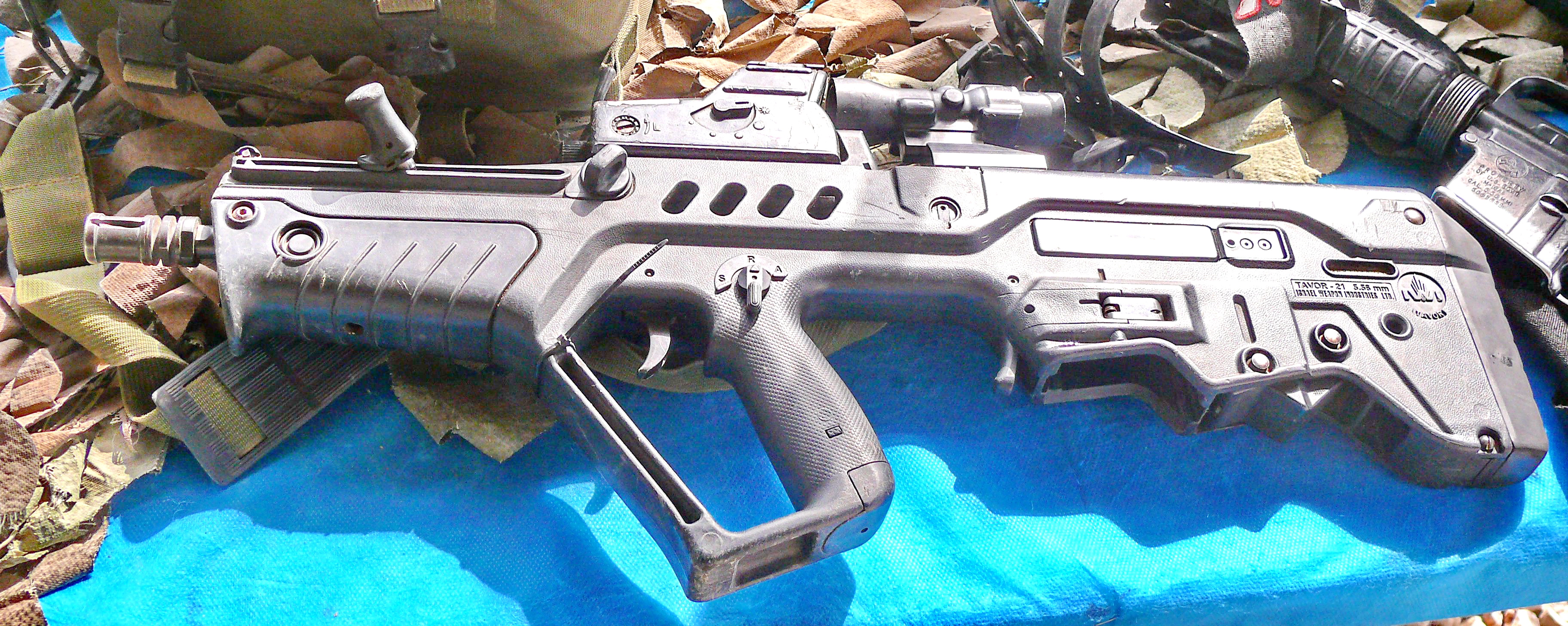
TAR-21
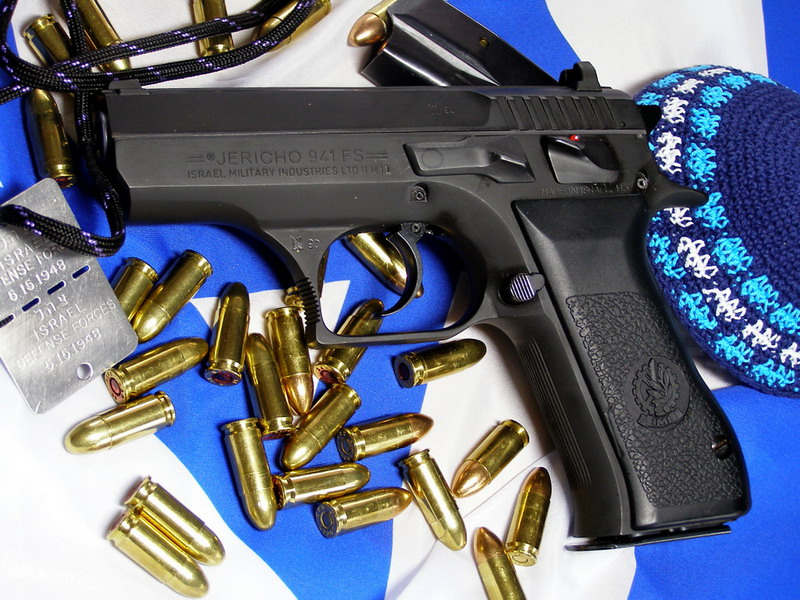
Jericho-941

## Обучение
IWI проводит занятия по антитеррористической подготовке для израильских граждан, в рамках программы национальной обороны. Кроме того, для иностранных заказчиков, IWI предоставляет комплексные услуги обучения в вопросах безопасности и антитеррористической деятельности по защите особо уязвимых объектов и высокопоставленных персон. В течение месяца клиенты проходят тренировочные курсы на территории Израиля.